# Suy giảm trí nhớ
Suy giảm trí nhớ hay Chứng mất trí, thường gọi là lẫn hay đãng trí, là hiện tượng kém dần của trí nhớ và nhận thức do suy thoái không ngừng của não bộ. Người mắc phải chứng lẫn lúc đầu thường quên những việc mới xảy ra, nhưng về sau khi bệnh trầm trọng sẽ không nhận ra người thân trong nhà, vụng về, hay đi lạc, mất khả năng sinh hoạt hằng ngày và trở thành ngơ ngác hay ngu ngốc, cần người khác chăm sóc kiểm soát mọi mặt.
Khoảng 24 triệu người trên thế giới bị đãng trí, trong đó gần 60% là do bệnh Alzheimer.

## Bệnh Alzheimer

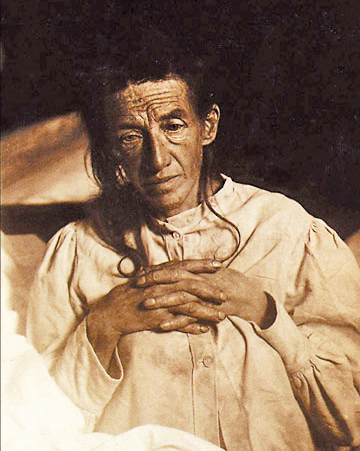
Auguste D.

Năm 1901 bác sĩ tâm thần học Alois Alzheimer người Đức trình bày trường hợp của bệnh nhân tên Auguste D, 50 tuổi, bị mất trí. Trong thế kỷ 20, từ "bệnh Alzheimer" thường chỉ để định bệnh cho những người mất trí tuổi 45 đến 65 ("lẫn trước khi già", "lẫn sớm"). Những người lớn tuổi hơn mà bị mất trí được coi như là chuyện thông thường, do tuổi cao làm "não bộ tê cứng". Trong những năm 1970 - 1985 khoa học nhận thấy người mất trí ở các lứa tuổi khác nhau lại có triệu chứng lâm sàng giống nhau.